# Гвелесиани, Георгий
Гео́ргий Гвелесиа́ни (груз. გიორგი გველესიანი; род. 5 мая 1991, Тбилиси) — грузинский футболист, защитник иранского клуба «Персеполис» и сборной Грузии. Участник чемпионата Европы 2024.

## Клубная карьера
Воспитанник футбольной школы тбилисского «Динамо». В родном клубе дебютировал в сезоне 2010/11. За столичную команду играл следующие 5 сезонов, за которые сыграл 65 матчей и забил 6 голов. Также играл за вторую команду клуба, проведя за дубль «Динамо» три матча. Во время выступлений за «динамовцев» трижды становился чемпионом Грузии, 4 раза обладателем национального Кубка и дважды обладателем национального Суперкубка.
После завершения сезона 2015/16 Георгий покинул родной клуб в качестве свободного агента и приехал на просмотр в клуб «Волынь», где успешно прошел просмотр. 18 июля 2016 года подписал контракт с украинским клубом, но в итоге оставил команду из Луцка из-за запрета на трансферы. В начале 2017 вернулся в тбилисское «Динамо», в котором играл в течение полугода.
В середине 2017 стал игроком иранского клуба «Зоб Ахан», с которым получил серебряные медали высшего иранского дивизиона. По окончании сезона, в середине 2018 года, стал игроком другого команды Про-лиги — «Нассаджи Мазандаран». В 2019 перешёл в «Сепахан».
19 июня 2022 года подписал двухлетний контракт с клубом «Персеполис».

## Карьера за сборную
Георгий Гвеселиани провел 3 матча в составе юношеской сборной Грузии. Футболист вызывался в состав национальной сборной на матч квалификационного раунда чемпионата Европы 2016 против сборной Шотландии, но всю игру просидел на скамейке запасных.
Дебютировал за сборную 9 июня 2024 года в товарищеском матче против сборной Черногории в Подгорице. Гвелесиани начал матч в основном составе и отыграл без замен. Матч завершился победой сборной Грузии со счетом 3:1.

## Достижения

### «Динамо» (Тбилиси)
- Чемпион Грузии: 2012/13, 2013/14, 2015/16
- Обладатель Кубка Грузии: 2012/13, 2013/14, 2014/15, 2015/16
- Обладатель Суперкубка Грузии: 2014, 2015

### «Зоб Ахан»
- Серебряный призёр Чемпионата Ирана: 2017/18

### «Сепахан»
- Серебряный призёр Чемпионата Ирана: 2020/21

### «Персеполис»
- Чемпион Ирана: 2022/23
- Обладатель Кубка Ирана: 2022/23
- Обладатель Суперкубка Ирана: 2023